# Államok vezetőinek listája 386-ban
Ezen az oldalon az i. sz. 386-ban fennálló államok vezetőinek névsora olvasható földrészek, majd országok szerinti bontásban.

## Európa
- Római Birodalom
  - Császár (Nyugat): II. Valentinianus (375–392)
  - Császár (Nyugat): Magnus Maximus (383–388)
  - Császár (Kelet): I. Theodosius (378–395) 
    - Consul: Honorius társcsászár
    - Consul: Flavius Euodius

## Ázsia
- Armenia
  - Király: III. Arszakész (378–389)

- Ibériai Királyság
  - Király: III. Aszpakourész (380–394)

- India
  - Anuradhapura
    - Király: I. Upatissza (370–412)

  - Gupta Birodalom
    - Király: II. Csandragupta (375–415)

  - Kadamba
    - Király: Bhagiratha (380–410)

  - Pallava
    - Király: Viravarman (385–400)

  - Vákátaka
    - Király: II. Rudraszéna (380–390)

- Japán
  - Császár: Nintoku (313–399)

- Kína (Csin-dinasztia)/Tizenhat királyság
  - Császár: Csin Hsziao-vu-ti (372–396)
  - Korai Csin:  Fu Pi (385–386) 
    - Korai Csin: Fu Teng (386–394)

  - Kései Csin: Jao Csang (384–393)
  - Kései Jen: Murong Csuj (384–396)
  - Nyugati Jen: Murong Csung (384-386)
  - Nyugati Jen: Tuan Szuj (386)
  - Nyugati Jen: Murong Ji (386)
  - Nyugati Jen: Murong Jao (386)
  - Nyugati Jen: Murong Csung (386)
  - Nyugati Jen: Murong Jung (386–394)
  - Nyugati Csin: Csifu Kuozsen (385–388)
  - Északi Vej: Toupa Kuj (386–409)

- Korea
  - Pekcse
    - Király: Csinsza (385–392)

  - Kogurjo
    - Király: Kogugjang (384–391)

  - Silla
    - Király: Nemul (356–402)

  - Kumgvan Kaja
    - Király: Isiphum (346–407)

- Szászánida Birodalom
  - Nagykirály: III. Sápur (383–388)

## Afrika
- Akszúmi Királyság
  - Akszúmi uralkodók listája

## Amerika
- Tikal
  - Király: I. Yax Nuun Ayiin (378–410)

## Egyházfő
- Pápa: Siricius (384–399)

## Fordítás
- Ez a szócikk részben vagy egészben  a   Liste der Staatsoberhäupter 386 című német Wikipédia-szócikk ezen változatának fordításán alapul.  Az eredeti cikk szerkesztőit annak laptörténete sorolja fel. Ez a jelzés csupán a megfogalmazás eredetét és a szerzői jogokat jelzi, nem szolgál a cikkben szereplő információk forrásmegjelöléseként.